# اندیس تراورتن جاروکا
تراورتن جاروکا یک اندیس مصالح ساختمانی است که در حوالی شهر کوه دوپشتی استان سیستان و بلوچستان قرار دارد و مادهٔ معدنی موجود در آن، تراورتن است.  